# جاناتان اسکات (شخصیت تلویزیونی)
جاناتان سیلور اسکات (به انگلیسی: Jonathan Silver Scott)(متولد ۲۸ آوریل ۱۹۷۸ ونکوور) شخصیت تلویزیونی و پیمانکار کانادایی است. او و برادر دوقلوی خود درو، بیشتر بخاطر ایفای نقش در مجموعه تلویزیونی «خانه های رویایی با برادران اسکات»، شناخته شده‌است.
جاناتان و برادر دوقلویِ خود درو اسکات در سال ۲۰۰۹ ساخت مجموعه تلویزیونی «خانه های رویایی با برادران اسکات» را شروع کردند که در سال ۲۰۱۱ از شبکه اچ‌جی تی‌وی به روی آنتن رفت، و بعدها چند سری دیگر از این مجموعه ساخته شد. برادران اسکات به همراه دیگر برادرشان جی‌دی اسکات در ونکوور متولد شده‌اند. جاناتان در هنرهای نمایشی سابقه و عملکرد خوبی دارد، اشتیاق او برای حضور در برنامه‌های طنز از سن هفت سالگی با نقش‌های کوچکی در تئاتر شروع شد و بعداً توانست نقش‌های قابل توجه‌ای در نمایش‌های تلویزیونی به دست بیاورد.